# Aero Vodochody
AERO Vodochody AEROSPACE a.s. je český výrobce letadel. Továrna a tovární letiště se nachází v okresu Praha-východ mezi Vodochody a Odolenou Vodou.

## Historie
Továrnu založila roku 1919 skupina akcionářů ze svého kapitálu. Mezi ně se řadil i Vladimír Kabeš, který poměrně záhy vykoupil podíly ostatních akcionářů a firmu ovládnul. JUDr. Kabeš zůstal ředitelem továrny až do jejího znárodnění roku 1945.
Kromě výroby letadel se firma v letech 1929–1951 specializovala také na výrobu automobilů.

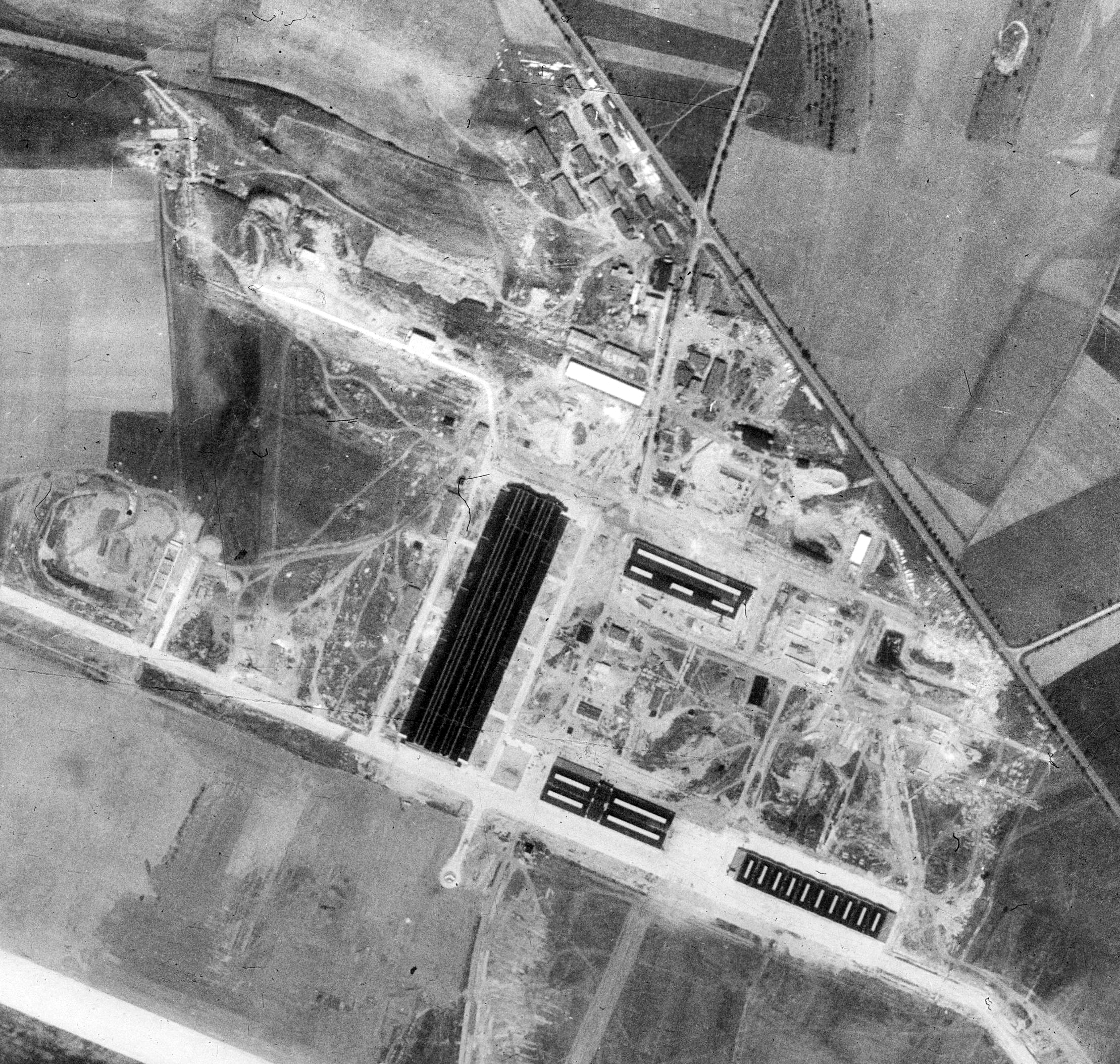
Letecký snímek továrny z roku 1953

Firma měla rozlehlou montážní halu ve Vysočanech a další pobočku v Karlíně. Během 2. světové války se v ní vyráběla německá letadla. Vysočanská hala byla zničena při náletu 25. března 1945. Výroba se v roce 1953 přestěhovala do Vodochod. Po změně režimu v listopadu 1989 firma ztratila velkou část svých trhů v bývalém sovětském bloku a od té doby hledá vhodného partnera, který by jí umožnil naplnit výrobní kapacity a dále se rozvíjet:
- V roce 1997 došlo k založení IBIS Aerospace, společného podniku s tchajwanskou firmou Aerospace Industrial Development Corporation (AIDC), který se zabýval vývojem a výrobou letounu Aero Ae270 Ibis, tento projekt byl ukončen v roce 2007.

- Od roku 1998 společnost Aero spolupracovala s výrobcem letadel firmou Boeing (výroba dílů pro letadla Boeing 757, Boeing 767 a F-18 Super Hornet), tento svazek však nevedl ke zvýšení prodejnosti vlastních letadel, proto vláda ČR v roce 2004 odkoupila podíl od Boeingu zpět.

- Hlavním partnerem firmy byla (od 2000 do 2015) americká společnost Sikorsky Aircraft pro kterou Aero vyrábělo díly vrtulníků Sikorsky S-76.

- Aero také od roku 2007 spolupracuje s firmou Alenia Aeronautica, pro kterou vyrábí centroplány (část spojující křídla s trupem) letounu C-27J Spartan.

- V roce 2008 byla zahájena výroba podsestav dveří letounů Embraer 170 a 190 pro firmu Latécoère.

## Privatizace
V říjnu 2006 první vláda Mirka Topolánka rozhodla o privatizaci Aera Vodochody včetně letiště a pozemků formou prodeje akciové společnosti Oakfield patřící česko-slovenské investiční skupině Penta. Ta nabídla nejvyšší cenu 2,91 mld. Kč (druhý zájemce, Konsorcium PPF a J&T, nabídl 1,7 mld. Kč) se vlastníkem stala 4. ledna 2007. K 30. listopadu 2007 byla zapsána od Obchodního rejstříku dceřiná společnost Letiště Vodochody 100 % vlastněná společností AERO Vodochody, a.s. (patřící do skupiny Penta Investments) Jejím generálním ředitelem se stal ing. Martin Kačur, dřívější generální ředitel České správy letišť, státního podniku. Ředitelem Aera Vodochody byl od května 2016 Giuseppe Giordo. Ještě v roce 2007 proběhla restrukturalizace, jejímž hlavním výsledkem byl v roce 2007 po několika ztrátových letech zisk ve výši 236 milionů Kč. V roce 2021 Penta Investments svůj podíl prodala, 100% vlastníkem Aera se stává společnost HSC Aerojet Zrt., v níž minoritní podíl drží společnost OMNIPOL a.s. Součástí prodeje bylo i Letiště Vodochody a.s.

## Záměr vybudovat mezinárodní letiště
Po privatizaci se objevil plán na přeměnu malého soukromého letiště ve Vodochodech na mezinárodní leteckých terminál. V únoru 2009 byl na Ministerstvu životního prostředí oznámen záměr na vybudování druhého největšího mezinárodního letiště se 35 tisíci pohyby za rok (proces Vyhodnocení vlivů na životní prostředí, EIA). Proti záměru se ale sdružily okolní obce a zorganizovaly petici proti rozšíření letiště.
Ve čtvrtek 25. června 2009, bylo v Kralupech nad Vltavou ustanoveno Sdružení proti letišti. Obce, na jejichž území žije téměř 30 tisíc občanů deklarují v podepsaném memorandu nesouhlas s plánovaným záměrem výstavby a společný a jednotný postup proti výstavbě nového letiště. Chtějí využít všechny zákonné prostředky k tomu, aby realizaci rozšíření současného firemního letiště Aera Vodochody zabránily a chtějí aktivně chránit životní prostředí a zdraví svých občanů před negativními vlivy plánovaného letiště. Signatáři memoranda jsou tyto obce: Dolany nad Vltavou, Chvatěruby, Kozomín, Kralupy nad Vltavou, Líbeznice, Máslovice, Měšice, Nelahozeves, Panenské Břežany, Postřižín, Užice, Veltrusy a Zlončice . V roce 2010 proběhla ve dvanácti dotčených obcích místní referenda s jednoznačným výsledkem proti rozšíření Letiště Vodochody. S výjimkou referenda v Odoleně Vodě byla tato referenda závazná pro zastupitelstva, protože se jich zúčastnilo alespoň 35 % obyvatel, a zároveň minimálně nadpoloviční většina hlasovala proti záměru (resp. více než 25 % všech obyvatel) (viz zákon o místním referendu Archivováno 27. 5. 2020 na Wayback Machine.).
Dne 23. července 2013 se na letňanském výstavišti v hale č. 2 konalo veřejné projednání, které patřilo vůbec k nejdelším v historii, když trvalo více než 16 hodin (od 12 hodin do 4.30).
Projekt na vybudování mezinárodního letiště nový majitel v roce 2021 ukončil. Letiště má primárně sloužit pouze pro firemní potřeby společnosti Aero.

## Přehled vyráběných letadel

### Do 2. světové války
- Aero Ae-01 (1919)
- Aero Ae-02 (1920)
- Aero A-10 (1921)
- Aero A-11 (1923)
- Aero A-12 (1923)
- Aero A-14 (1922)
- Aero A-17 (1922)
- Aero A-18 (1923)
- Aero A-19 (1923)
- Aero A-20 (1923)
- Aero A-21 (1926)
- Aero A-25 (1925)
- Aero A-22 (1924)
- Aero A-23 (1926)
- Aero A-24 (1925)
- Aero A-26 (1923)
- Aero A-29 (1927)
- Aero A-30 (1926)
- Aero A-32 (1927)
- Aero A-34 Kos (1929)
- Aero A-42 (1930)
- Aero A-100 (1932)
- Aero Ab-101 (1935)
- Aero A-102 (1934)
- Aero A-104 (1937)
- Aero A-200 (1934)
- Aero MB-200 (celokovový bombardér vyrobený ve francouzské licenci Marcel Bloch, 1937–1938)
- Aero A-204 (1936)
- Aero A-300 (1938)
- Aero A-304 (1938)
- De Havilland DH-50 (dopravní letoun v britské licenci, vyrobeno 7 ks, 1925)

### Od 2. světové války (včetně)

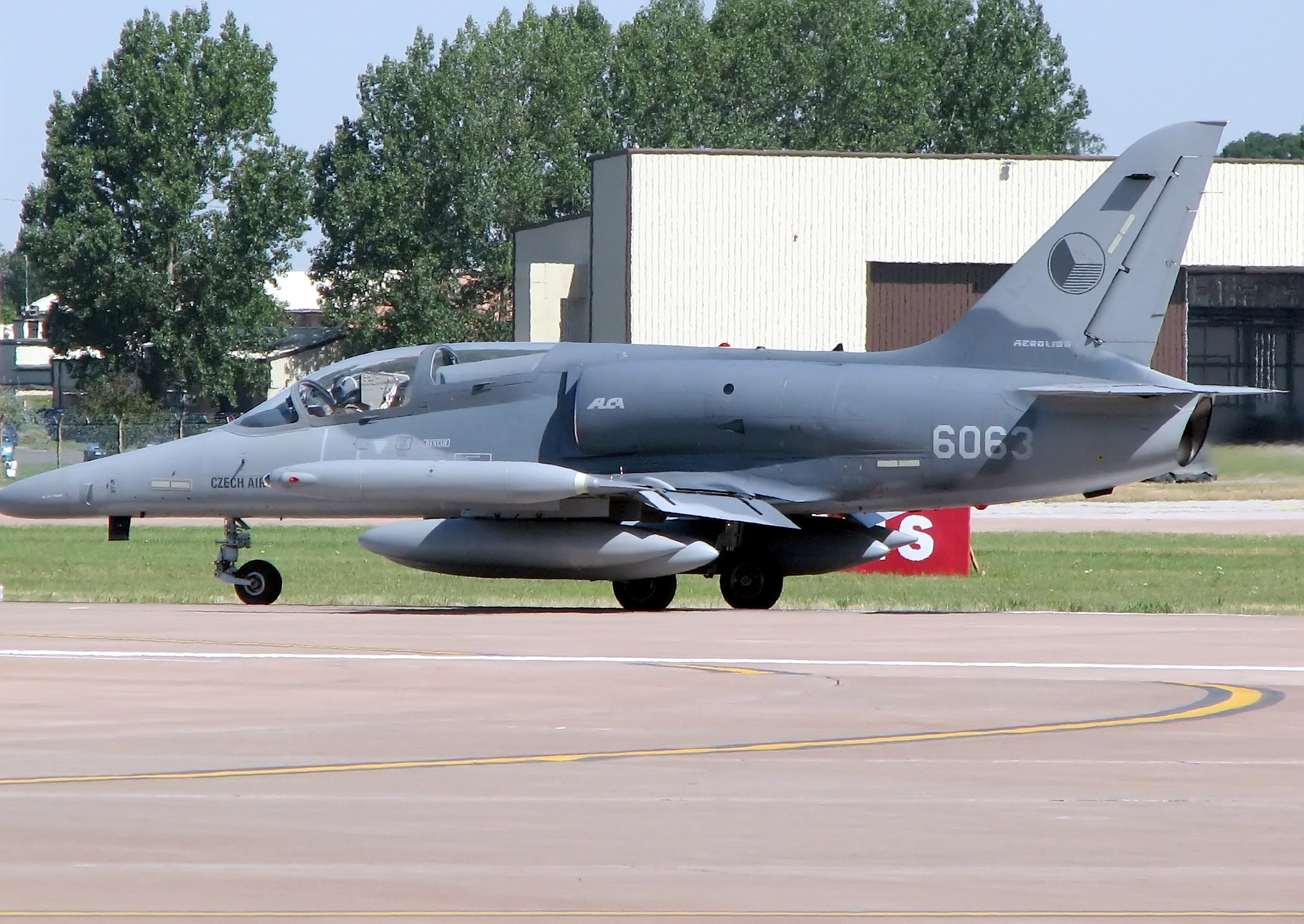
Aero L-159A ALCA

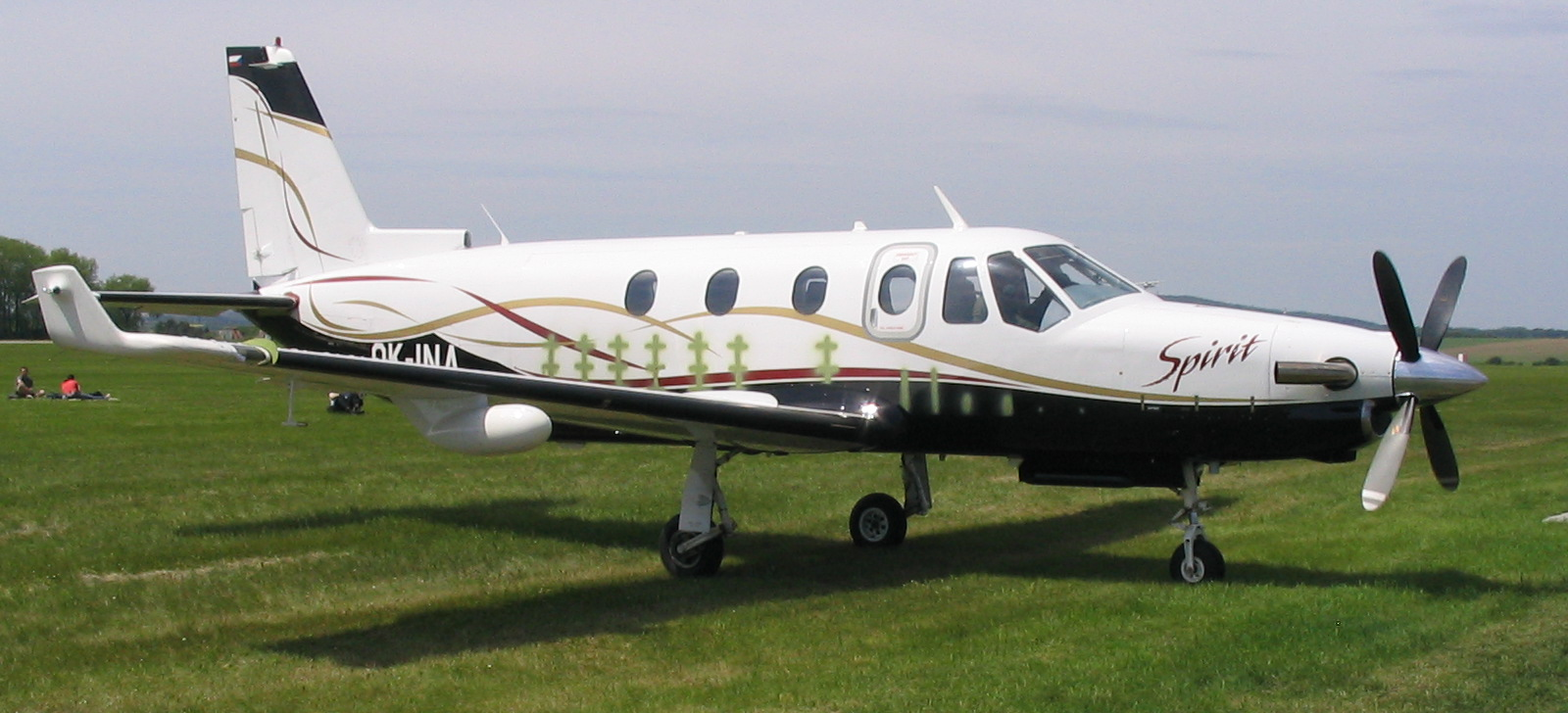
Aero Ae270 Ibis

- Bücker Bü 131 – čs. označení C-4, C-104 (licenční výroba 1939)
- Focke-Wulf Fw 189 (1940-1944)
- Siebel Si 204 – čs. označení C-3, C-103 (1943)
- Aero Ae-45 (1947-1951)
- Hodek HK-101 (1948-1949) – vývoj do Aera převeden ze znárodněné společnosti V. Hodek Praha, Aero postavilo druhý prototyp
- Aero Ae-50 (1949) – prototyp pozorovacího letounu
- Aero Ae-53 – rozestavěný prototyp vojenského kluzáku
- Aero HC-2 Heli Baby (1958-1962) – jediný československý sériově vyráběný vrtulník
- Aero L-60 Brigadýr (1955-1959)
- MiG-15 (licenční výroba 1954–1962) – vojenské označení S-102, CS-102 a S-103
- MiG-19 (licenční výroba 1958–1962) – vojenské označení S-105
- MiG-21 (licenční výroba 1962–1972)
- Aero L-29 Delfín (1963–1974)
- Aero L-39 Albatros (1970–1997)
- Aero L-59 Super Albatros (1992–96)
- Aero Ae 270 Ibis (2000) – prototyp
- Aero L-159 Alca (1997–2003, 2016–2017)
- Aero L-39 Skyfox (od 2019)
- Aero F/A-259 Striker (představen v červenci 2018, projekt zrušen)